# Iwan Bloch
Iwan Bloch (Delmenhorst, 1872. április 8. – Berlin, 1922. november 19.) németországi zsidó orvos. Gyakran nevezik az első szexológusnak, mivel sok munkája szexuális témával foglalkozott.

## Magyarul
- Bloch Iván: Korunk nemi élete. Tekintettel korunk műveltségére; szerzőnek a magyar kiadásához írt előszavával; Kostyál, Bp., 1910